# Francis Rocco Prestia
Pour les articles homonymes, voir Prestia.
Francis Rocco Prestia, né le 7 mars 1951 à Sonora en Californie (États-Unis) et mort le 29 septembre 2020, est un bassiste américain, membre du groupe funk Tower of Power. 
Il est également une figure dans l'histoire de la basse funk.

## Biographie
Francis Rocco Prestia joue principalement de la guitare électrique pendant son adolescence. Sa carrière de bassiste commença lorsqu'il fut auditionné comme guitariste par Emilio Castillo du groupe Tower of Power, ce dernier le persuada de jouer avec eux à la basse.

## Discographie

### Tower Of Power
- 1970: East Bay Grease
- 1972: Bump City
- 1973: Tower of Power
- 1974: Back to Oakland
- 1974: Funkland
- 1974: Urban Renewal
- 1975: In The Slot
- 1976: Ain't Nothin' Stoppin' Us Now
- 1976: Live And In Living Color
- 1986: T.O.P
- 1988: Power
- 1991: Monster on a Leash
- 1993: T.O.P.
- 1995: Souled Out
- 1997: Rhythm and Business
- 2003: Oakland Zone
- 2018:  Soul Side Of Town

### En solo
- 1999: ...everybody on the bus